# Bizja (Świerklaniec)
Bizja (niem. Bisia) – część wsi Świerklaniec w Polsce, położona w woj. śląskim, w pow. tarnogórskim, w gminie Świerklaniec.
W latach 1975–1998 Bizja administracyjnie należała do województwa katowickiego.

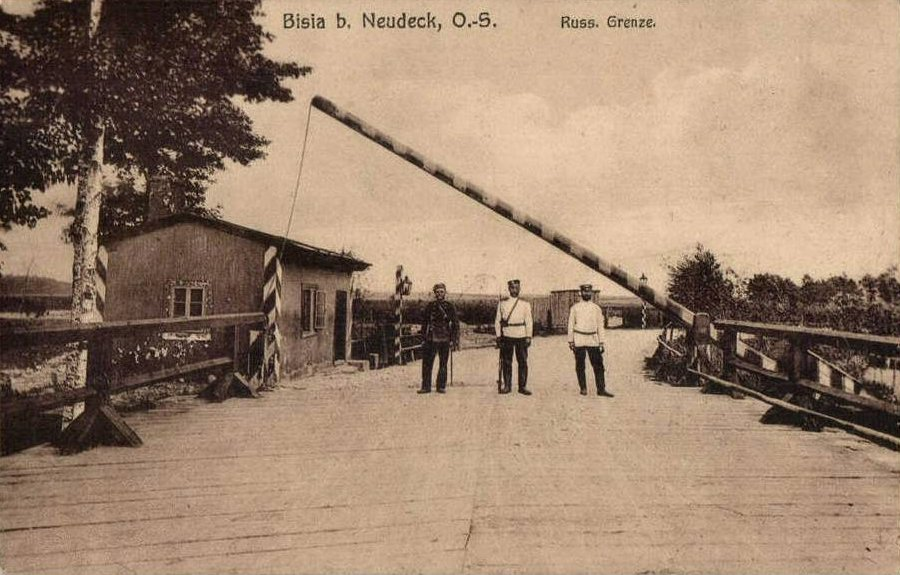
Granica niemiecko-rosyjska na Brynicy w Bizji

W latach 1870–1917 w pobliżu Bizji na moście na rzece Brynicy znajdowało się przejście graniczne pomiędzy Cesarstwem Niemieckim a Imperium Rosyjskim.
W pobliżu Bizji rzeka tworzy malownicze rozlewisko będące ostoją ptactwa wodnego. Można tam również podziwiać stanowiska grzybieni białych i grążela żółtego.